# 大溪蟌
大溪蟌（Ochre Titan，學名：Philoganga vetusta）是屬於昔蟌科的一種豆娘，分佈於華南。

## 分佈
中國福建、廣東、海南和湖南省。在香港亦有廣泛分佈。

## 形態
體型巨大的豆娘。複眼寶藍色，合胸黑色，背面中央有拉長的「n」字形黃斑，雄蟲胸側有兩條黃色粗紋，雌蟲則呈淡黃綠色。腹部粗壯，黑色，雄蟲第一至第六腹節背面呈橙黃至橙色，雌蟲第十腹節背面有淡綠色「丄」形斑紋。翅膀透明，呈明顯的柄狀。雄性亞成蟲與雌蟲相似。雌蟲的產卵器發達，令腹部末端感覺膨大。
稚蟲呈深褐色，前胸有不明顯的「乂」形斑紋。翅芽長至第五腹節中央，腹節間有不明顯的淡色橫紋，腹部背面有淡色縱紋。深色的腮片外形略長，末端變尖成針狀。

## 習性
成蟲通常在林區內的急流出沒。停棲時會把翅膀張開。雄蟲會巡弋於離溪河水面幾呎的地方，並常於鄰近河岸林地的密林中棲息。稚蟲則會依附在清澈溪流中較大的石底。

## 腳註
1. ↑  Wilson, K. D. P. 2009. Philoganga vetusta. The IUCN Red List of Threatened Species 2009: e.T167418A6345336. http://dx.doi.org/10.2305/IUCN.UK.2009-2.RLTS.T167418A6345336.en （英文）
2. ↑  Wilson, K.D.P. 1999. Dragonflies (Odonata) of Dinghu Shan Biosphere Reserve, Guangdong Province, China. International Journal of Odonatology 2(1): 23-53.
3. ↑  Wilson, K.D.P. 2004. Field Guide to the Dragonflies of Hong Kong. Agriculture, Fisheries and Conservation Department, Friends of the Country Parks and Cosmos Books Ltd., Hong Kong.

## 外部連結
- 维基共享资源上的相關多媒體資源：大溪蟌